# Université nationale de gestion de la nature de Lviv
L'université nationale de gestion de la nature de Lviv (en ukrainien : Львівський національний університет природокористування) est une université publique qui se trouve à Lviv, dans l'ouest de l'Ukraine.

## Histoire

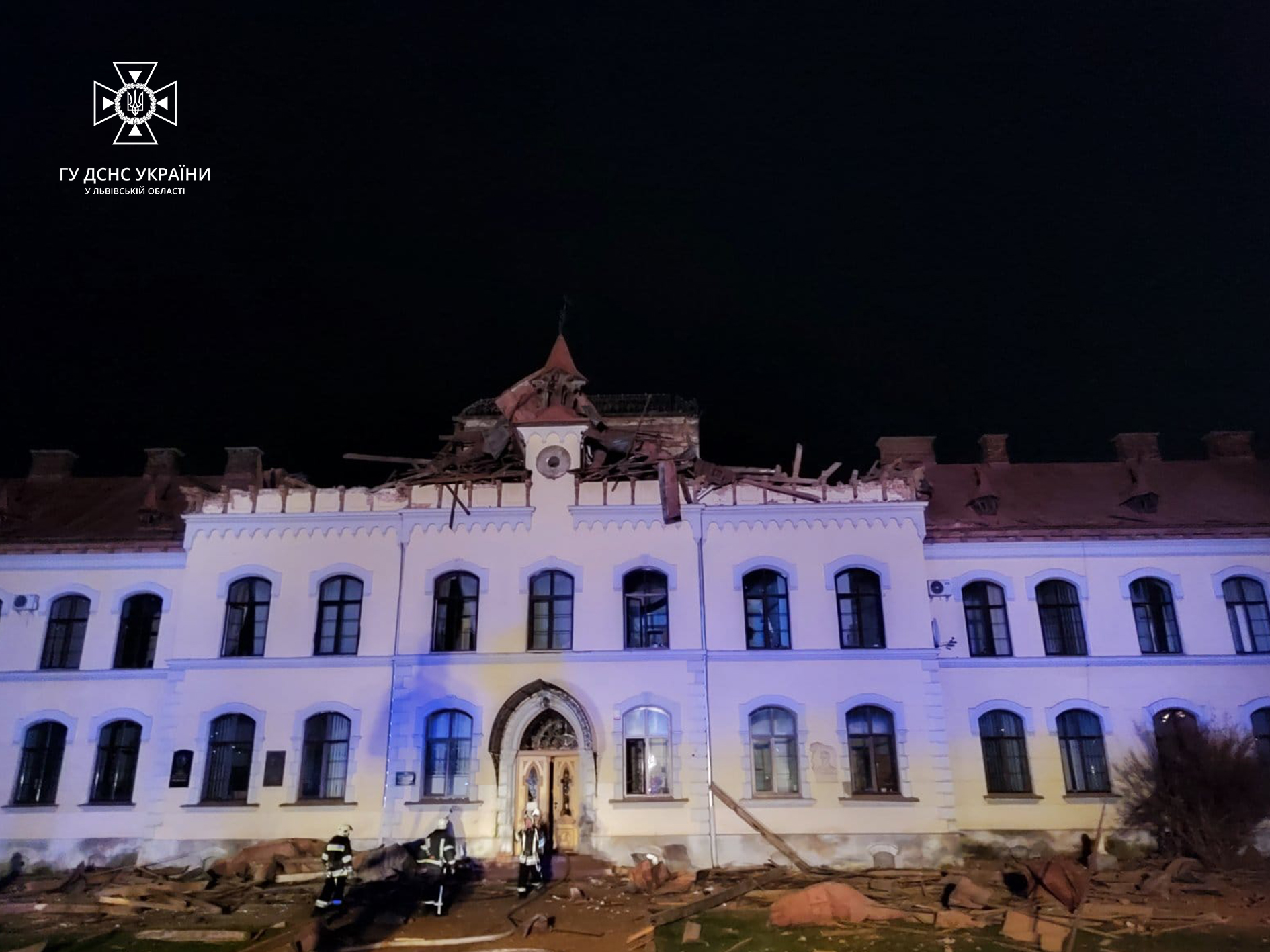
Le bâtiment de Doubliany qui est classé,, est touché par des bombardements le 1 janvier 2024.

Elle fut fondée en 1852 avec des cours en polonais.

## Personnalités liées à l'université

### Professeurs
- Stefan Tytus Dąbrowski.
- Ludwik Finkel.
- Marian Raciborski.
- Józef Paczoski.

### Étudiants
- Taras Kozak.
- Kateryna Vachtchouk, femme politique.